# Crèvecœur-en-Brie
Crèvecœur-en-Brie település Franciaországban, Seine-et-Marne megyében. Lakosainak száma 450 fő (2022. január 1.). Crèvecœur-en-Brie Mortcerf, La Houssaye-en-Brie, Lumigny-Nesles-Ormeaux és Marles-en-Brie községekkel határos.

## Népesség
A település népességének változása:
| Lakosok száma | 361  | 392  | 399  | 406  | 417  | 429  | 440  | 445  | 450  |
|               | 2013 | 2015 | 2016 | 2017 | 2018 | 2019 | 2020 | 2021 | 2022 |